# Рыбаков, Василий Денисович
Василий Денисович Рыбаков (14 апреля 1925, Сартово, Тюменская область — 11 апреля 1999, Дядьковская, Краснодарский край) — участник Великой Отечественной войны, звеньевой колхоза «Маяк коммунизма» Кореновского района, Краснодарский край. Герой Социалистического Труда.

## Биография
Родился 14 апреля 1925 года в селе Сартово современного Нижнетавдинского района Тюменской области России в семье крестьянина. Русский.
После окончания сельской школы и курсов механизаторов начал трудовую деятельность в местной машинно-тракторной станции (МТС) трактористом, затем помощником комбайнёра.
С началом Великой Отечественной войны, когда всё взрослое мужское население было мобилизовано, Василий Рыбаков в 16-летнем возрасте возглавил тракторную бригаду, работал бригадиром до призыва в Красную армию в 1943 году.
После окончания ускоренного курса Тюменского пехотного училища (Тюмень) младший лейтенант Рыбаков в должности командира стрелкового взвода участвовал в боях за освобождение Польши и на Сандомирском плацдарме, был дважды ранен. Лечился в госпитале в Усть-Лабинске Краснодарского края.
После демобилизации он вернулся на родину, непродолжительное время работал механизатором в Тюменской области.
В 1951 году В. Д. Рыбаков приехал на Кубань и работал трактористом и комбайнёром Кореновской МТС, а после её расформирования — в местном колхозе «Маяк коммунизма».
По итогам работы в 8-й пятилетке (1966—1970) награждён орденом Трудового Красного Знамени.
Указом Президиума Верховного Совета СССР от 7 декабря 1973 года за большие успехи, достигнутые во Всесоюзном социалистическом соревновании, и проявленную трудовую доблесть в выполнении принятых обязательств по увеличению производства и продажи государству зерна и других продуктов земледелия в 1973 году Рыбакову Василию Денисовичу присвоено звание Героя Социалистического Труда с вручением ордена Ленина и золотой медали «Серп и Молот».
Проживал в станице Дядьковская Кореновского района Краснодарского края. Умер в 11 апреля 1999 года.

## Награды
- Золотая медаль «Серп и Молот» (07.12.1973);
- Орден Ленина (07.12.1973)
- Орден Трудового Красного Знамени(08.04.1971)
- Орден Отечественной войны II степени(11.03,1985)[2]
- Медаль «За доблестный труд»
- Медаль «В ознаменование 100-летия со дня рождения Владимира Ильича Ленина» (6 апреля 1970)
- Медаль «За победу над Германией в Великой Отечественной войне 1941—1945 гг.»
- Медаль «Двадцать лет Победы в Великой Отечественной войне 1941—1945 гг.»
- Юбилейная медаль «Тридцать лет Победы в Великой Отечественной войне 1941—1945 гг.»[3]
- Медаль «Сорок лет Победы в Великой Отечественной войне 1941—1945 гг.»[4]
- Юбилейная медаль «50 лет Победы в Великой Отечественной войне 1941—1945 гг.»[5]
- Медаль «Ветеран труда»
- Медаль «30 лет Советской Армии и Флота»[6]
- Юбилейная медаль «40 лет Вооружённых Сил СССР»[7]
- Юбилейная медаль «50 лет Вооружённых Сил СССР» (26 декабря 1967[8])
- Юбилейная медаль «60 лет Вооружённых Сил СССР» (28 января 1978[9])
- Юбилейная медаль «70 лет Вооружённых Сил СССР» (28 января 1988[10])
- Медалями ВДНХ СССР
- и другими

## Память
- В Краснодаре установлена мемориальная доска с именами Героев Социалистического Труда Кубани и Адыгеи.
- Увековечен на сайте МО РФ «Дорога памяти» сайт МО РФ «Дорога памяти».